# داكس شيبرد
داكس راندال شيبرد (بالإنجليزية: Dax Randall Shepard)‏ مواليد (2 يناير 1975) ممثل، كوميدي، كاتب ومخرج أمريكي. اشتهر بأفلام مثل موظف الشهر (2006)، بدون مجذاف (2004)، لنذهب إلى السجن (2006) وهيت اند ران (2012)، وبرنامج المقالب التلفزيوني بانكد (2003) على قناة ام تي في. لعب داكس دور كورسبي بريفيرمان بالمسلسل الكوميدي الابوة على قناة NBC.

## نشأتهُ
ولد داكس في ميلفورد في ضواحي ديترويت، ميشيغان في 2 يناير، 1975. امه لاورا لابو، كانت تعمل في شركة جنرال موتوزر واباه ديف روبيرت شيبيرد (متوفي) كان بائع سيارات. انفصل والداه عندما كان في الثالثة.

## حياته المهنية
بعد سنة من بقائه في سانتا باربارا، انتقل داكس إلى لوس انجلوس، كاليفورنيا عام 1996. سمع داكس عن مجموعة الكوميديا الارتجالية (ذا غراوندلينس) عن طريق صديقه في سانتا باربارا «كريم السيفي» وادى أول تجربة اداء له للمجموعة. أخذ داكس دروساً في التمثيل بجانب دراسته في جامعة كاليفورنيا. بعد مايقارب خمس سنين من الدراسة، التحق داكس بالمجموعة الكوميدية (ذا غراوندلينس) التي احتوت حينها على ميليسا مكارثي، تايت تايلور ونات فاكسون.
منذ 2003 فصاعداً، اشتهر داكس في برنامج الكاميرا الخفية بانكد مع أشتون كوتشر. أستمر داكس بالظهور في البرنامج حين إعادة «MTV» عرض البرنامج عام 2012. في 2004 شارك داكس في بطولة الفيلم الكوميدي «بدون مجذاف» مع سيث غرين وماثيو ليلارد. لاقى الفيلم انتقادات سيئة لكن الفيلم نجح مادياً وحصد 69,631,118$ مليون دولار في شباك التذاكر. في 2006 ظهر داكس مع داين كوك وجيسيكا سمبسون في الفيلم الكوميدي موظف الشهر وفي فيلم مايك جاج «آيدوكراسي».
خلال تلك الفترة، ظهر داكس في عدة أفلام مثل «لنذهب إلى السجن» (2006)، مع ويل آرنيت وتشي مكبرايد. وكان له دور رئيسي في الفيلم الكوميدي أم طفلة (2008) مع تينا فاي وآيمي بولر. كتب داكس سيناريو فيلم «بَللِهُ» لشركة باراماونت بيكتشرز الذي ظهر فيه مع ويل آرنيت. في 2010 كتب داكس سيناريو وقام بإخرج الفيلم الوثائقي الساخر «عدالة اخوان» الذي حصل على «جائزة الجمهور» بمهرجان أوستن للأفلام عام 2010. وكان لداكس دور مساعد في فيلم الكوميديا الرومنسية «عندما تكون في روما» مع زوجته كريستين بيل.
منذ 2010 إلى 2015 كان داكس عضواً في طاقم مسلسل «NBC» الدرامي «الابوة» ولعب دور شخصية كروسبي برافيرمان. في 2014 كتب داكس وانتج وساعد في إخراج فيلم «هيت اند ران» مع زوجته كريستين بيل وصديقه المقرب برادلي كوبر. كان لداكس دور مساعد فيلم «القاضي» الذي ظهر فيه روبرت داوني جونيور، روبرت دوفال وفيرا فارميغا. في سبتمبر 2014، داكس وزوجته كريستين مثلا في إعلان «للجهاز اللوحي أس» لشركة سامسونج، أشتهر الإعلان وحصل على أكثر أكثر من 20 مليون مشاهدة، ومثل الزوجان اعلاناً اخر لنفس الشركة.

## حياته الشخصية

### علاقاته العاطفية

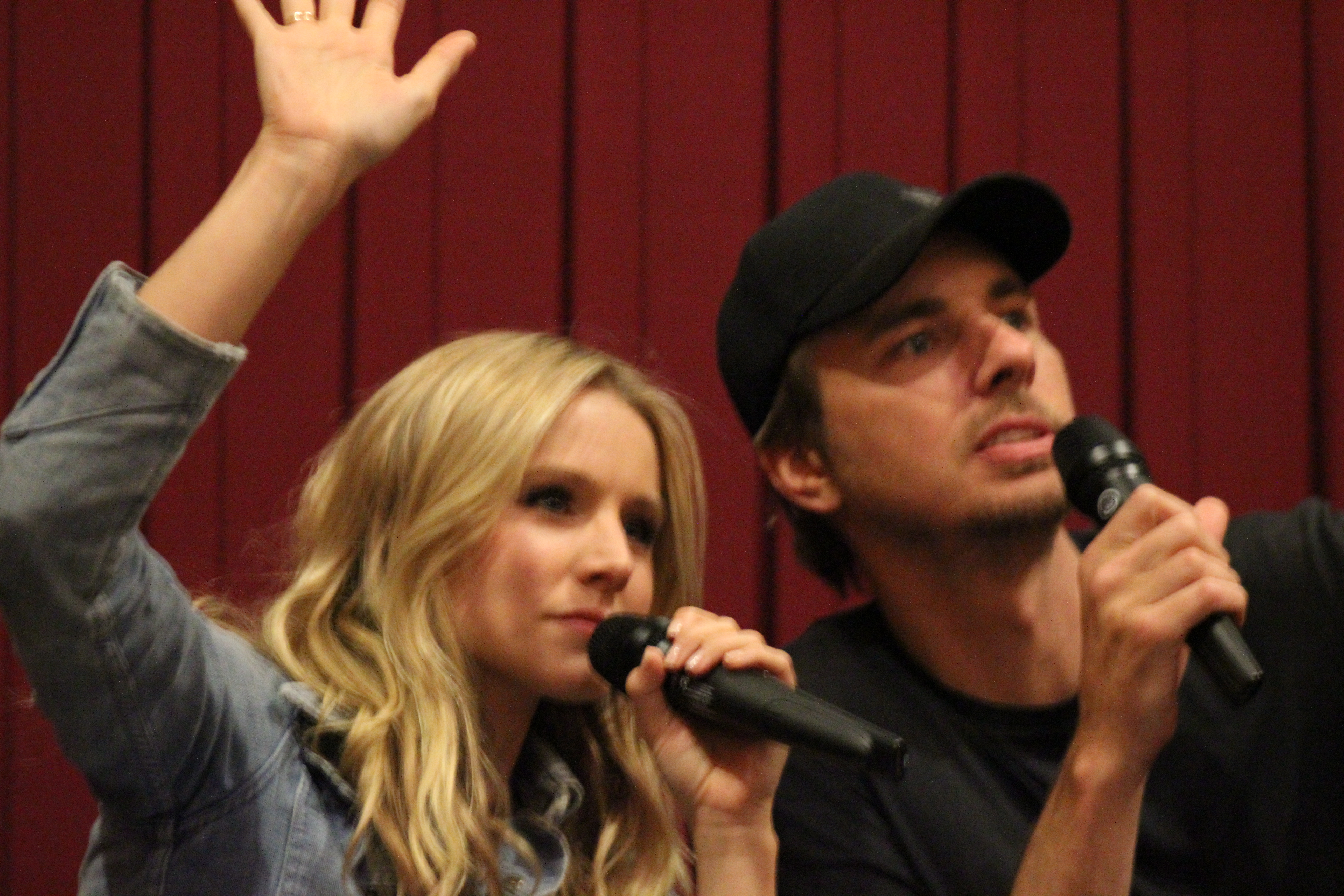
داكس مع زوجته كريستين بيل

التقا داكس بالممثلة كريستين بيل في حفلة ميلاد صديق لهم. وبدئا بالمواعدة في اواخر 2007. أعلن الشريكان عن خطبتهما في ينار 2010. في 26 يناير، 2013، طلبت كريستين من داكس الزواج بها عن طريق تويتر. وتزوجا في مكتب كاتب العدل في بيفرلي هيلز في 17 أكتوبر، 2013. لداكس وكريستين بنتان: لينكولن بيل شيبرد (28 مارس، 2013) وديلتا بيل شيبرد (19 ديسمبر، 2014).
منذ 2012 أصبح داكس وزوجته كريستين نباتيون. في 2013 سمتهم جمعية بيتا «المشاهير النباتيون الأكثر إثارة». لم يقبل داكس الجائزة لانه رجع لاكل اللحوم قبل ستة أشهر.

### اهتماماته وأعماله الخيرية
يتاسبق داكس بالدراجات على مضمار «باتن ويلو» في كاليفورنيا ولديه دراجة سوزوكي فئة (GSX-R1000). يتبرع داكس بكثيرا من وقته إلى «مركز هولينبك للشباب» برفقة صديقه الممثل توم أرنولد. داكس يعشق السيارات ولديه ويستطيع تفكيك وتركيب محرك سيارة. لديه سيارة «لينكولن كونتيننتال» سنة 1967 التي استخدمها في فيلمه (هيت أند ران). ويمارس شيبرد برنامج التأمل التجاوزي.

## سيرته السينمائية والتلفزيونية

### سينما

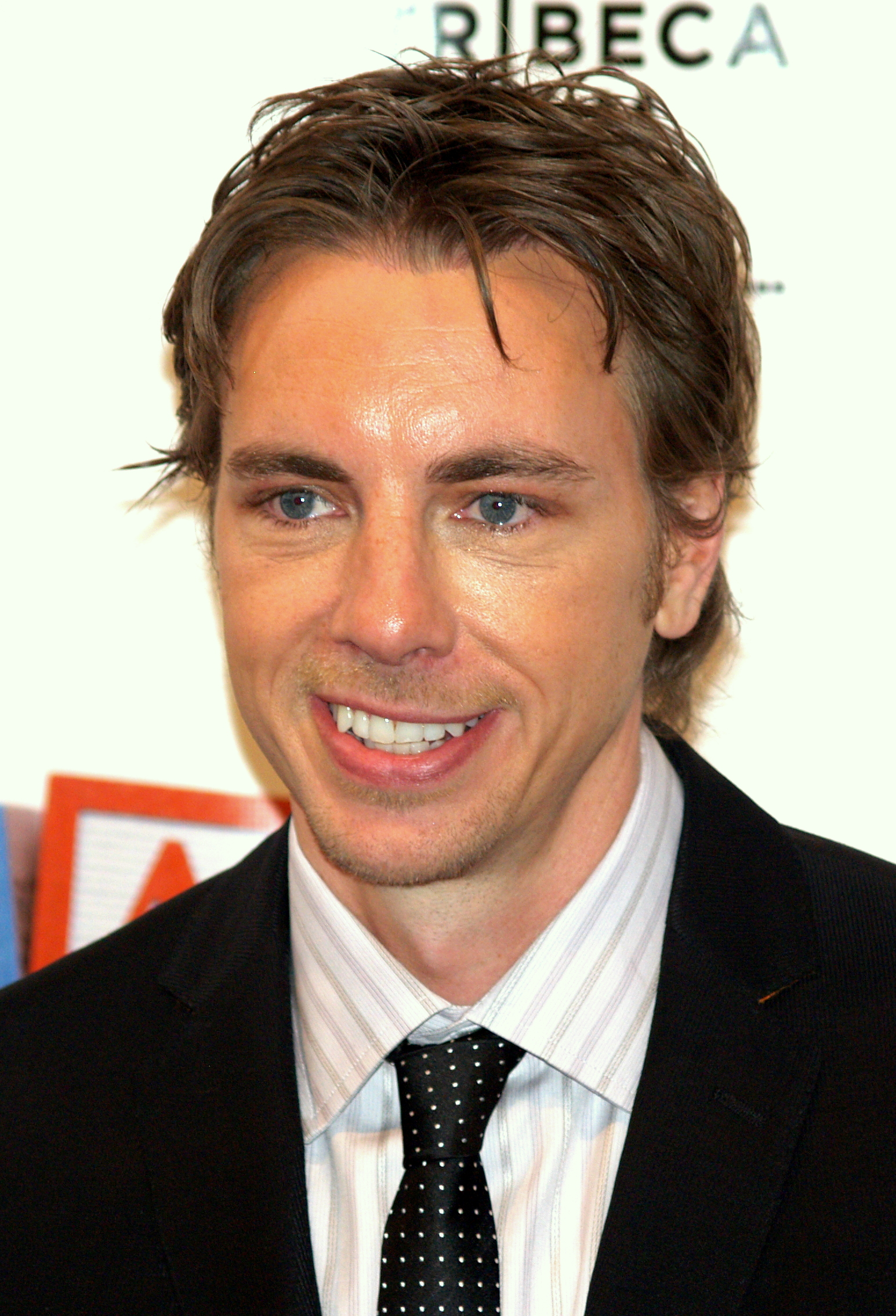
داكس في مهرجان تربيكا للأفلام 2008

| السنة | العنوان                    | الدور                        | ملاحظات                |
| ----- | -------------------------- | ---------------------------- | ---------------------- |
| 1998  | هايرشيرت                   | الرجل الذي تقيأ في الحفلة    |                        |
| 2003  | تشيبر باي ذا دوزون         | عضو طاقم التصور              |                        |
| 2004  | بدون مجذاف                 | توم مارشال                   |                        |
| 2005  | الزلاجة: القصة غير المروية | SFX منسق                     |                        |
| 2005  | زاثورا                     | والتر رائد الفضاء            |                        |
| 2006  | موظف الشهر                 | فينس داوني                   |                        |
| 2006  | آيدوكراسي                  | فريتو بينديخو                |                        |
| 2006  | لنذهب إلى السجن            | جون                          |                        |
| 2007  | العائدون                   | الشرطي                       |                        |
| 2007  | سموثر                      | نواه كوبير                   |                        |
| 2008  | أم طفلة                    | كارل                         |                        |
| 2008  | إعتراف نجم الإثارة         | باكي                         |                        |
| 2009  | اولد دوغز                  | غاري                         |                        |
| 2010  | عندما تكون في روما         | غيل                          |                        |
| 2010  | المجاني                    | دارن                         |                        |
| 2010  | عدالة اخوان                | نفسه                         | كاتب، مخرج ومنسق حركات |
| 2012  | هيت اند ران                | تشارلي برونسون / يول بيركينز | كذلك منتج، مخرج وكاتب  |
| 2014  | فيرونيكا مارس              | الولد الواثق من نفسه         |                        |
| 2014  | الآن اتركك                 | وايد                         |                        |
| 2014  | القاضي                     | سي. بي. كينيدي               |                        |
| 2016  | تشيبس                      | جون بيكر                     |                        |

### تلفاز
| السنة     | العنوان                 | الدور             | ملاحظات              |
| --------- | ----------------------- | ----------------- | -------------------- |
| 2003-2012 | بانكد                   | نفسه              | 56 حلقة              |
| 2003-2012 | بانكد                   | الدكتور أسكار     | 1 حلقة               |
| 2004–06   | ملك الهضبة              | زاك (صوت)         | 2 حلقة               |
| 2004–06   | ملك الهضبة              | آسا (صوت)         | 1 حلقة               |
| 2005      | اسمي إيرل               | ديرك              | 1 حلقة               |
| 2005      | الدجاجة الآلية          | عدة شخصيات (صوت)  | 2 حلقة               |
| 2007      | السائق المتعري وتي-بونز | جو ساندز          | 1 حلقة               |
| 2007      | منصف الطرق إلى البيت    | بين               | 1 حلقة               |
| 2009      | عائلة غوودي             | ستيف (صوت)        | 1 حلقة               |
| 2010–2015 | الابوة                  | كروسبي بريفيرمان  | 90 حلقة، 1 حلقة مخرج |
| 2011      | مشاعر إيجابية           | جاغ (صوت)         | 1 حلقة               |
| 2011      | مشاعر إيجابية           | مايك الضاحك (صوت) | 1 حلقة               |
| 2012-2013 | مزرعة النمل             | ديربي             | 10 حلقة              |
| 2013      | ليلة ألعاب هوليوود      | نفسه              | 1 حلقة               |
| 2014      | عن ولد                  | كروسبي بريفيرمان  | 2 حلقة               |
| 2015      | فيلادلفيا دائما مشمسة   | جوجو              | 1 حلقة               |
| 2015      | الحدائق و المنتجعات     | هانك مونتاك       | 1 حلقة               |
| 2015      | كوميدي بانغ! بانغ!      | نفسه              | 1 حلقة               |

## الجوائز والترشيحات
| السنة | الجمعية المانحة للجائزة | الفئة                                      | العمل | النتائج |
| ----- | ----------------------- | ------------------------------------------ | ----- | ------- |
| 2003  | جائزة اختيار المراهقين  | اختيار شخصية تلفاز برامج الوقع/منوعة - ذكر | بانكد | رُشِّح     |